# Poliobrya patula
Poliobrya patula är en fjärilsart som beskrevs av Rudolf Püngeler 1906. Poliobrya patula ingår i släktet Poliobrya och familjen nattflyn. Inga underarter finns listade i Catalogue of Life.